# Soja (Vorname)
Soja (russisch Зоя, andere Umschriften Zoya, Zoia) ist ein russischer, weiblicher Vorname. Dabei handelt es sich um die russische Version des griechischen Vornamens Zoe (Altgriechisch ζωή, Leben).

## Namensträgerinnen
- Zoya Douchine (* 1983), ehemalige deutsche Eiskunstläuferin
- Soja Iwanowa (* 1952), ehemalige kasachische Langstreckenläuferin, die für die Sowjetunion startete
- Zoia Korvin-Krukovsky (1903–1999), russisch-schwedische Künstlerin
- Soja Anatoljewna Kosmodemjanskaja (1923–1941), sowjetische Partisanin
- Zoya Phan (* 1980), Menschenrechtsaktivistin aus dem Volk der Karen in Myanmar
- Soja Nikolajewna Rudnowa (1946–2014), sowjetische Tischtennisspielerin
- Zoya Schleining (* 1961), deutsche Schachspielerin ukrainischer Herkunft

## Andere Verwendungen
- (1793) Zoya, ein Asteroid